# HostGator
HostGator es un proveedor con sede en Houston de alojamiento web compartido, revendedor, servidor privado virtual y dedicado con presencia adicional en Austin, Texas.

## Historia
HostGator fue fundado en octubre de 2002 por Brent Oxley, quien entonces era estudiante en Florida Atlantic University.  En 2006, la empresa se mudó de la oficina original en Boca Ratón, Florida, a un nuevo edificio de 20 000 pies cuadrados en Houston, Texas. En junio de 2006, la empresa abrió su primera oficina internacional en Canadá.
En 2008, Inc. Magazine clasificó a HostGator en su lista de empresas de más rápido crecimiento en el puesto 21 en los Estados Unidos y 1 en el área de Houston Sugar Land Baytown, Texas. El mismo año, HostGator decidió hacer que su servicio de hospedaje sea ecológico al trabajar con Integrated Ecosystem Servicios de mercado.
En 2008, HostGator se preparó para las empresas de la competencia que se promocionaban a sí mismas como proveedoras de servicios de alojamiento "ilimitados". El fundador Brent Oxley insistió en poder respaldar una opción "ilimitada" antes de ofrecer el servicio denominado como tal y aumentar la dotación de personal. Sugirió que este movimiento aumentó las ventas en al menos un 30%.
En 2010, se agregó una oficina en Austin, Texas. En mayo de 2011, HostGator inició operaciones en India con una oficina en Nashik, Maharashtra y un centro de datos.
El 13 de julio de 2012, HostGator se vendió a Endurance International Group (EIG) por un precio de compra total de $299,8 millones, de los cuales $227,3 millones se pagaron en efectivo al cierre. El 21 de junio de 2012, el director ejecutivo y fundador Brent Oxley anunció la venta de HostGator y aconsejó a los empleados y usuarios que no se preocuparan en parte porque Oxley seguiría siendo propietario de los edificios que utilizaba HostGator. Dijo que quería viajar por el mundo antes de tener hijos. También fue sincero acerca de las fallas en la creación de partes estables de facturación y registro de HostGator, y esperaba que Endurance pudiera solucionarlas.
En 2015, HostGator lanzó Optimized WP, un conjunto de herramientas para crear y mantener sitios web de WordPress. A fines de 2015, EIG lanzó sitios HostGator locales en Brasil, Rusia, India, China, Turquía y México. A partir de 2019, HostGator también ofreció un servicio de alojamiento web en el Reino Unido y Australia.

## Incidentes

### 2006 Información de ataque troyano
En 2006, HostGator sufrió un ataque troyano que afectó a más de 200 máquinas.

### Ataque de ingeniería social de 2012
En mayo de 2012, el grupo de piratas informáticos UGNazi se atribuyó la responsabilidad de piratear el servidor web del desarrollador de software de facturación de alojamiento web WHMCS en un aparente ataque de ingeniería social que involucra a HostGator. Un miembro del grupo Cosmo llamó al proveedor de alojamiento de WHMCS haciéndose pasar por un empleado sénior. Posteriormente, se les otorgó acceso raíz al servidor web de WHMCS después de proporcionar información para la verificación de identidad. Posteriormente, UGNazi filtró públicamente la base de datos SQL de WHMCS que contenía información de usuarios y 500 000 tarjetas de crédito de clientes, archivos de sitios web y configuración de cPanel. Después de este problema, WHMCS envió un correo electrónico a los miembros para cambiar sus contraseñas.

### Cortes de servicio en 2013
Desde su adquisición por parte de Endurance International, HostGator ha sufrido una mayor incidencia de interrupciones del servidor y tiempo de inactividad. En particular, el 2 de agosto de 2013 y el 31 de diciembre de 2013, el centro de datos de Endurance International Group en Provo, Utah, experimentó cortes de red que afectaron a miles de clientes de Bluehost, HostGator, HostMonster y JustHost.

### 2019
En enero de 2019, TechCrunch informó que Paulos Yibelo, un conocido cazador de errores, encontró vulnerabilidades graves en Bluehost, DreamHost, OVH, iPage y HostGator.